# Лакей
Лаке́й (от араб. لقى‎ — встречать, встречающий, привратник или фр. laquais — солдат, ливрейный лакей, слуга, прислуга) — слуга в господском доме, трактире, гостинице или в другом публичном заведении или извозчик повозки (устаревшее значение).
Старший лакей (обер-лакей), управлявший всей прислугой в доме, также известен как «дворецкий», то есть «управляющий двора», «мажордом».
Камер-лакей — придворный лакей, комнатный, ближний, окольный служитель, состоящий при внутренних покоях государя, низший придворный чин в придворном ведомстве России.

## Переносный смысл
Также применяется как ироническое обозначение раболепствующего, льстивого, выслуживающегося перед кем-либо человека, например: 
Наш русский либерал прежде всего лакей и только и смотрит, как бы кому-нибудь сапоги вычистить.Ф. М. Достоевский